# Stanisław Janusz Maleszewski
Stanisław Janusz Maleszewski (ur. 1931, zm. 5 sierpnia 2018) – polski biolog, profesor doktor habilitowany.

## Życiorys
W 1986 r. uzyskał tytuł profesora nauk przyrodniczych. Był pracownikiem naukowym na Wydziale Biologii Uniwersytetu Warszawskiego i w Instytucie Biologii na Wydziale Biologicznym i Chemicznym Uniwersytetu w Białymstoku.